# Alexa Bank
Alexa Bank est un mont sous-marin située en Océanie, à l'extrême nord des eaux territoriales des Fidji, à environ 200 km au nord-ouest de l'île de Rotuma. Alexa Bank se présente sous la forme d'un haut-fond ayant l'apparence d'un atoll immergé, avec un plateau sommital circulaire entouré de pentes abruptes. Il appartient à la chaîne du point chaud des Samoa et s'est formé par une succession d'éruptions volcaniques il y a 24 millions d'années. Une croissance corallienne active existe à son sommet qui se situe une vingtaine de mètres sous le niveau de la mer.

## Géomorphologie

### Locale

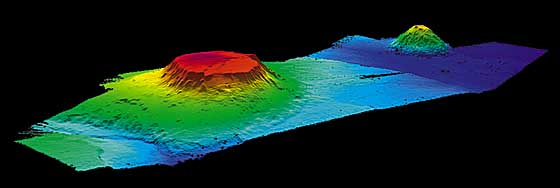
Modèle numérique d'un mont sous-marin montrant un sommet large et plat et des pentes abruptes.

Alexa Bank s'élève à des profondeurs se situant entre 18 et 21 mètres sous le niveau de la mer , avec un sommet large et plat allongé vers l'est et qui présente certaines caractéristiques d'un atoll, notamment des bords surélevés. En effet il a surement été autrefois un atoll avant de se trouver totalement immergé. Les bords sont entourés d'une terrasse étroite puis d'une autre terrasse beaucoup plus large, qui entoure le plateau sommital à une profondeur moyenne de 42 m. Les flancs nord et sud de l'édifice sous-marin sont formés de grands escarpements plongeant jusqu'au plancher océanique. Le versant oriental présente une rupture de pente avec une terrasse à 750 m de profondeur alors que le versant ouest s'étend sur quasiment 150 km en formant ainsi une longue crête volcanique. De telles dimensions ressemblent à celles de Savai'i et Upolu, les deux îles principales des Samoa.
Les 800 à 1 600 m supérieurs d'Alexa Bank sont formés de sédiments carbonatés, tandis que la terrasse du versant oriental pourrait faire partie de l'édifice volcanique d'origine qui a été emporté à cette profondeur par la subsidence thermique de la croûte océanique. Les données sismiques sont compatibles avec l'existence d'un volcan enfoui sous les sédiments carbonatés qui forment la majeure partie d'Alexa Bank. De telles épaisseurs de sédiments sont comparables à celles identifiées à l'atoll de Bikini et d'Eniwetok.

### Régionale
Le plancher océanique autour d'Alexa Bank a un relief rugueux, avec d'autres monts sous-marins connus tels que Louisa Bank, Morton Bank, Penguin Bank et Turpie Bank ; les deux derniers étant souvent considérés comme faisant partie d'Alexa Bank. La plaine d'Alexa plonge à 4 000 m de profondeur sur les côtés ouest et sud d'Alexa Bank et fait partie de la fosse fossile de Vitiaz, qui est reliée à la fosse des Tonga. Alexa Bank fait par ailleurs partie du « Plateau frontalier mélanésien » (Melanesian Borderlands), un groupe de monts sous-marins et d'îles le long de la fosse de Vitiaz qui sont pour la plupart d'origine volcanique.
Alexa Bank semble être le point le plus à l'ouest de la chaîne créée par le point chaud des Samoa, qui s'étend donc au moins sur une longueur de 1 700 km. La chaîne du point chaud des Samoa coïncide en partie avec un grand nombre d'îles et de monts sous-marins qui ont probablement été formés par ce même point chaud mais qui présentent également des caractéristiques de volcanisme post-bouclier, probablement en raison de phénomènes tectoniques déclenchés par la fosse des Tonga à proximité. Le fond marin de la région fait partie de la plaque pacifique.

## Géologie

### Pétrologie
Les échantillons prélevés sur Alexa Bank contiennent des roches basaltiques qui ont une composition allant de basalte alcalin à tholéiitique. Les données isotopiques affichent des affinités avec celles des autres volcans de la chaîne des Samoa. D'autres roches remontées des flancs du mont sous-marin sont des argilites, des brèches, des shales et des siltites mais il se peut qu'elles ne se soient pas formées sur Alexa Bank même.

### Histoire géologique
Les roches d'Alexa Bank ont été datées de 37 à 36,9 millions d'années  et seraient ainsi un produit de volcanisme éocène. Des estimations d'âge plus récentes remontent à 24 millions d'années, tandis que d'autres données fossiles indiquent un âge crétacé beaucoup plus ancien.
Alexa Bank est souvent considéré comme ayant été formé par le point chaud des Samoa, mais certaines estimations d'âge pourraient être trop élevées pour être qu'il soit un produit de celui-ci. Des mesures d'âge plus récentes sont cohérentes avec l'hypothèse d'une formation par le point chaud. Une activité tectonique a pu se poursuivre longtemps après le passage du point chaud, conduisant au développement de processus de segmentation et d'inclinaison.
Alexa Bank était probablement un atoll au Pléistocène puis s'est trouvé totalement immergé à l'Holocène. Il est possible que la subsidence géologique inhabituellement rapide d'Alexa Bank ait dépassé la capacité de ses récifs coralliens à grandir. À l'origine, une autre hypothèse expliquait la surface plane du sommet d'Alexa Bank par l'érosion des vagues lors de bas niveaux marins.

## Biologie
Des coraux morts et des foraminifères ont été trouvés sur Alexa Bank. Certaines colonies coralliennes sont encore vivantes et forment des pinacles à la surface du banc. Des rhodolithes d'algues et des stromatolithes ont également été trouvés sur Alexa. La blennie serpent japonaise vit sur Alexa Bank. Des radiolaires datées de l'Éocène au Quaternaire et trouvés dans les sédiments marins au sud d'Alexa Bank en sont probablement originaires.